# بزوایلس-ا-منیل
بزوایلس-ا-منیل (به فرانسوی: Bazoilles-et-Ménil) یک کمون (فرانسه) در فرانسه است که در ووژ (فرانسه) واقع شده‌است. بزوایلس-ا-منیل ۵٫۷۷ کیلومتر مربع مساحت دارد ۲۹۵ متر بالاتر از سطح دریا واقع شده‌است.